# جائزة إيطاليا الكبرى 2011
جائزة إيطاليا الكبرى 2011 (بالإنجليزية: 2011 Italian Grand Prix)‏ هو سباق فورمولا 1 أقيم بتاريخ 11 سبتمبر 2011 في حلبة مونزا، إيطاليا. كان الثالث عشر من أصل 19 في بطولة العالم لسباقات الفورمولا واحد موسم 2011. حلّ الألماني سباستيان فيتل أولا بينما جاء البريطاني جنسن باتون في المركز الثاني وحصل على المركز الثالث الإسباني فرناندو ألونسو.